# Целяткова
Челяткова (пол. Cielątkowa, Kucza, Kuczawa) — шляхетський герб.

## Опис герба
У блакитному полі півтора місяця (три чверті), золоті в росяному візерунку, що закінчуються золотими шестипроменевими зірками. Клейнод містить три пір'я білого страуса, сині пір'я верхньої губи та білі пір'я під ними.

## Найдавніші згадки
Судовий запис 1399 р. (B. Ulanowski, Inscriptiones clenodiales ex libris indicialibus palatinatus Cracoviensis. Starodawnego praw polskiego monuments, t. VII, Kraków 1882—1885)

## Виникнення
Поширений на всій території Речі посполитої. Герб можна знайти в «Клейнодах» Длугоша та Гербовнику Амвросія.

## Гербовий рід
Бзовський, Целєтко, Целєткова, Целєтковський, Лико, Мордвин, Орлівський, Орлінський, Самбір, Самбір, Щодро, Шаловський (Bzowski, Cielątko, Cielątkowa, Cielątkowski, Łyko, Mordwin, Orlewski, Orliński, Sambor, Szambor, Szczodro, Szałowski)